# Café Futebol Clube
O Café Futebol Clube foi um clube de futebol profissional da cidade de Londrina, Estado do Paraná.

## História
O clube foi fundado em 1983 por João Pívaro e Ilson Bussadori, usando as cores vermelha e preta, iguais ao do Clube de Regatas Flamengo, do Rio de Janeiro, na camisa e bandeiras.
O clube participou do Campeonato Paranaense da Segunda Divisão de 1984 a 1987 sem obter sucesso. Sem estrutura e apoio, perdeu força e fechou as portas no início de 1988. 

## Títulos
- 1 vice-campeonato do Citadino de Londrina em 1984.